# Occasionalisme

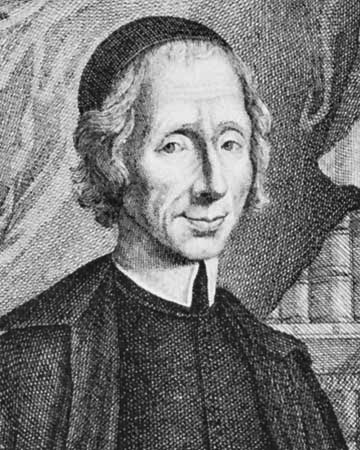
Nicolas Malebranche.

Het occasionalisme is een filosofische leer die de wisselwerking tussen lichaam en geest probeert te verklaren. Het is een dualistische benadering op het lichaam-geestprobleem. Het occasionalisme werd in de 17e eeuw uitgebreid beschreven door de Franse filosoof Nicolas Malebranche. Men kan deze leer al in een bepaalde vorm terugvinden bij Arabische denkers zoals Al-Ghazali.

## Inhoud
In de 17e eeuw leefde de opvatting dat de menselijke ziel heel anders was dan het lichaam. Volgens het dualistische idee is de stoffelijke en onstoffelijke wereld van een totaal andere orde waardoor de wisselwerking tussen beide een probleem wordt. René Descartes, die dit probleem voor het eerst uitdrukkelijk aankaartte, bedacht een interactionisme dat de invloed van de geest op het lichaam (en andersom) verklaarde aan de hand van de pijnappelklier: in dat deel van de hersenen zou de "omzetting" gebeuren.
Deze oplossing was echter voor vele andere filosofen onbevredigend. Daarom stelt het occasionalisme zoals Malebranche het weergeeft dat de interactie tussen geest en lichaam niet mogelijk kan zijn zonder het direct ingrijpen van God. Bij elke geestelijke handeling zorgt God ervoor dat het lichaam op een goede manier handelt in overeenstemming met dat verlangen. Omgekeerd zorgt een verandering aan het lichaam ervoor dat God gewaarwordingen in de geest van die persoon aanbrengt. Het occasionalisme stelt dan ook dat het verband tussen bijvoorbeeld gewond raken en pijn voelen alleen door God veroorzaakt kan worden. Hetzelfde geldt bijvoorbeeld wanneer iemand beslist zijn hand te bewegen en het gevolg dat iemands hand ook inderdaad beweegt.
Naast deze vorm van het occasionalisme bestaat een versie volgens welke God niet steeds ingrijpt, maar God lichaam en geest zo op elkaar heeft 'afgestemd' dat een lichamelijke handeling steeds op een geestelijke beslissing volgt, zodanig dat het lijkt alsof sprake is van causaliteit terwijl deze niet werkelijk bestaat; de processen verlopen daarentegen parallel. Arnold Geulincx is een belangrijke aanhanger van deze opvatting. De theorie van Gottfried Leibniz, de harmonia praestabilita, vertoont gelijkenissen met die van Geulincx.  